# Ferdinand IV (roi de Castille)
Pour les articles homonymes, voir Ferdinand IV.
Ferdinand IV de Castille, dit l'Ajourné (El Emplazado), est né à Séville le 6 décembre 1285, il meurt à Jaén, le 7 septembre 1312. Il est le fils de Sanche IV de Castille et de Marie de Molina.

## Biographie

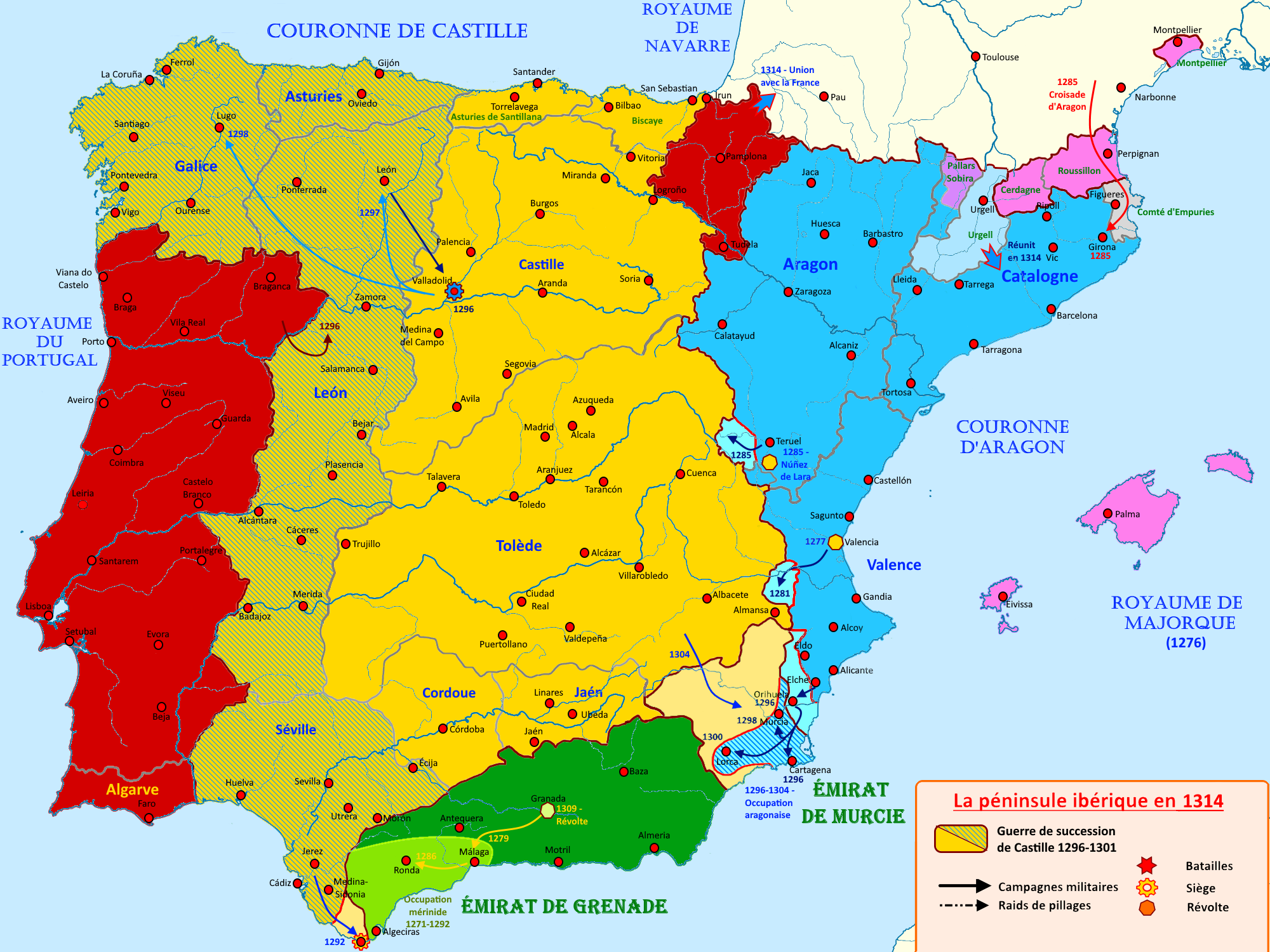
La guerre de succession de 1296 à 1314

Il règne le 25 avril 1295 à la mort de son père tout d'abord sous la tutelle de sa mère jusqu'en 1301. En 1296, son oncle Jean de Castille (es) se proclame roi de Castille sous le nom de Jean Ier mais sera rapidement relégué dans le Léon et contraint d'abdiquer en sa faveur en 1301. Dès lors, il règne personnellement sous des auspices cléments, surtout grâce à l'action de sa régente mère qui aura su, en cette période de troubles, maintenir la légitimité de son fils en s'appuyant sur le peuple (lorsque cela fut nécessaire) contre une partie de la noblesse s'appuyant sur les royaumes chrétiens voisins.
En 1301, il s'allie au Portugal puis avec l'Aragon. Il repousse les Maures qui avaient conquis ses États, et leur enlève provisoirement Gibraltar, en 1310, et Quesada.

## Sa mort

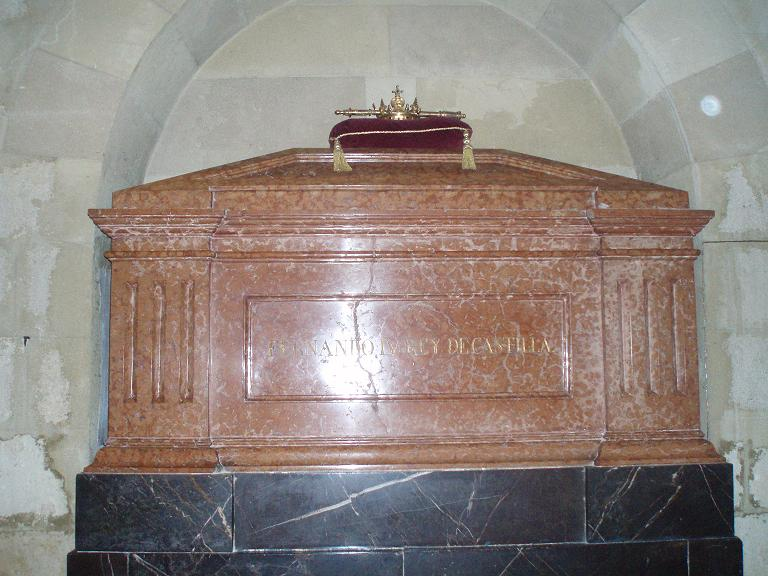
Tombeau de Ferdinand IV à Cordoue.

On conte qu'ayant fait jeter du haut d'un rocher deux gentilshommes, les frères Carvajal, accusés d'assassinat, ceux-ci, avant d'être précipités, l'ajournèrent à comparaître devant Dieu dans trente jours, et qu'en effet il mourut au bout de ce terme ; d'où viendrait son surnom. Inhumé tout d'abord en la chapelle royale de la cathédrale de Cordoue, son corps sera finalement transféré en l'église collégiale Saint-Hippolyte à Cordoue.

## Descendance
Il est d'abord accordé par contrat en 1294 avec Blanche de France (fille de Philippe IV le bel)
Marié à Valladolid le 23 janvier 1302 avec Constance de Portugal, fille de Denis Ier de Portugal et d'Isabelle d'Aragon, (née le 3 janvier 1290, morte le 18 novembre 1313 à Sahagún, inhumée à Valladolid). Trois enfants naîtront de cette union:
1. Éléonore (1307-1359) reine consort d'Aragon et de Valence
2. Constance (1309-1311)
3. Alphonse XI de Castille (1311-1350)